# Au bord du lac Baïkal
Pour plus de détails, voir Fiche technique et Distribution.
Au bord du lac Baïkal (У озера) est un film soviétique réalisé par Sergueï Guerassimov, sorti en 1969.

## Synopsis
Le film se déroule dans la première moitié des années 1960. Les événements du film sont racontés par Lena Barmina à la première personne.
Sur les rives du Lac Baïkal se trouve le laboratoire scientifique du professeur Barmine, qui étudie le lac. La fille du professeur Lena grandit dans un petit village. Elle vient d'obtenir son diplôme de lycée. On envisage de construire une usine de pâte et papiers sur la rive sud du lac. Des représentants de l'entreprise et son futur directeur Vassili Tchernykh viennent voir le professeur Barmine pour des consultations. Le scientifique et ses associés prennent une position inconciliable par rapport à la construction de l'usine, dont les déchets ruineront désespérément l'écosystème du lac. Tchernykh est ouvert aux discussions et envisage de construire dans l'usine un système complet de traitement des eaux usées, unique dans le pays. La journaliste Valia Korolkova vient sur le chantier à la recherche des héros de son temps. Elle rencontre Léna.
Dans le deuxième épisode, Lena travaille à la bibliothèque du village près de l'usine. La première étape de l'entreprise a été mise en service. L'usine est visitée par une commission gouvernementale qui procède à l'inspection la plus approfondie des installations de traitement. Toutefois, la question de l’impact des rejets nocifs sur le lac reste ouverte. Professeur Barmine est hospitalisé à la suite d'une crise cardiaque. Lena tombe amoureuse de Vassili Tchernykh, mais après avoir appris qu'il est marié, elle décide de mettre fin à leur relation, elle préfère partir très loin et accepte un nouvel emploi sur le fleuve Léna.

## Fiche technique
- Titre : Au bord du lac Baïkal
- Réalisation : Sergueï Guerassimov
- Scénario :  Sergueï Guerassimov
- Photographie : Vladimir Rapoport, Vladimir Arkhangelski
- Musique : Ilia Kataiev
- Décors : Piotr Galadjev
- Production : Studio Gorki
- Format : mono - noir et blanc - 2.35 : 1
- Pays : URSS
- Genre : drame
- Durée :  184 minutes
- Année de sortie : 1969

## Distribution
- Oleg Jakov : Alexandre Barmine, scientifique du Baïkal
- Natalia Belokhvostikova : Léna, fille d'Alexandre Barmine[2]
- Vassili Choukchine : Vassili Tchernykh, chef de l'usine
- Valentina Telitchkina : Valia Korolkova, journaliste
- Mikhail Nojkine : Gennady Yakovlev, jeune scientifique
- Natalia Arinbassarova : Katia Olzoeva, l'amie de Lena
- Nikolaï Eremenko : Alexei, élève stagiaire
- Vadim Spiridonov : Konstantin Konovalov, ouvrier du bâtiment
- Natalia Bondartchouk : femme dans le train
- Nina Maslova : épisode